# Europese kampioenschappen kyokushin-kan karate 2006 (KI)
De Europese kampioenschappen kyokushin-kan karate 2006 waren door Kyokushin-Kan International (KI) georganiseerde kampioenschappen voor kyokushinkai karateka's. De eerste editie van de Europese kampioenschappen vond plaats in het Oekraïense Kiev.

## Resultaten
| Gewichtsklasse    | Goud                   | Zilver           | Brons                             |
| ----------------- | ---------------------- | ---------------- | --------------------------------- |
| Lichtgewicht      | Yevgeny Yakovchenko    | Emil Bitkash     | Roman Uzunyan Igor Dzaganiya      |
| Middengewicht     | Shamsudin Abdurashidov | Rasim Samedov    | Alexei Gorokhov Alexander Erokhin |
| Zwaargewicht      | Sergey Osipov          | Dmitriy Savelyev | Murad Khaldayev Viktor Polonskiy  |
| Superzwaargewicht | Anzor Shikhabakhov     | Semen Garan      | Sergey Melyuk Timor Gateshev      |